# Autostrada A3 (România)

Starea autostrăzilor și a drumurilor expres în România (noiembrie 2024)

Autostrada A3 este o autostradă în construcție, ce pornește de la București spre nord, urmând să traverseze Munții Carpați prin Valea Prahovei, să străbată Podișul Transilvaniei pe direcția SE-NV, și să ajungă, prin nordul Carpaților Occidentali, la punctul de trecere a frontierei cu Ungaria de la Borș 2. Autostrada va lega orașele București, Ploiești, Brașov, Făgăraș, Sighișoara, Târgu Mureș, Turda, Cluj-Napoca, Zalău și Oradea. Lungimea totală planificată a autostrăzii este de 606 km.
La elaborarea planului inițial, autoritățile române au împărțit Autostrada A3 în două proiecte independente: Autostrada București–Brașov și Autostrada Brașov–Cluj–Borș, intitulată și Autostrada Transilvania, punctul comun fiind orașul Brașov. În 2015 însă, master planul general de transport, care elabora prioritățile de dezvoltare a infrastructurii, nu mai cuprindea din autostrada A3 decât proiectul autostrăzii Comarnic–Brașov și cel al autostrăzii Târgu Mureș–Borș; legătura Brașov–Târgu Mureș fiind clasificată doar ca drum transregio, un statut inferior celui de drum expres, iar conexiunea spre vest și nord-vest a Brașovului la rețeaua de autostrăzi urmează să se facă prin construcția autostrăzii A13.
Pe 1 decembrie 2009 s-au deschis circulației primii 42 de kilometri din această autostradă, dintre Turda și Cluj-Napoca Vest (Gilău), iar în 13 noiembrie 2010, încă 10 km între Turda și Câmpia Turzii, iar în 2018 extensia Cluj-Napoca Vest (Gilău)–Nădășelu, în timp ce alte tronsoane sunt în execuție. Din 14 decembrie 2018, sunt circulabili complet toți cei 62 km ai autostrăzii București–Ploiești, după ce porțiunea dintre centurile celor două orașe a fost deschisă inițial în 19 iulie 2012. Pe data de 30 mai 2013 contractul cu firma americană Bechtel pentru tronsonul de autostradă Suplacu de Barcău–Borș a fost reziliat. În 2023 a fost semnat contractul pentru 26,35 km între Suplacu de Barcău – Chiribiș.

## Autostrada București–Brașov
Autostrada București–Brașov este primul din cele două sectoare ale autostrăzii. Acesta are o lungime planificată de 173 km și va lega orașele București, Ploiești, Comarnic, Sinaia, Predeal și Brașov. Ruta pe care o va străbate este una dintre cele mai solicitate de pe întreaga secțiune de drumuri naționale, având și o deosebită importanță economică și turistică. În data de 19 iulie 2012 a fost deschisă circulației autovehiculelor porțiunea în lungime de 55,5 km cuprinsă între șoseaua de centură a Bucureștiului și cea a Ploieștiului.

### Secțiunile autostrăzii
Autostrada este împărțită în patru tronsoane:
| Secțiune | Rută                      | Lungime (km) | Perioada oficială                                                                   | Finanțare        | Comentarii                                                                                            |
| -------- | ------------------------- | ------------ | ----------------------------------------------------------------------------------- | ---------------- | --- |
| 1        | București – Moara Vlăsiei | 19,5         | 05.2008 – 12.2010 (Centură – Moara Vlăsiei) 09.2016 – 08.2018 (București – Centură) | Bugetul de stat  | Finalizat                                                                                             |
| 2        | Moara Vlăsiei – Ploiești  | 42,5         | 07.2007 – 07.2010                                                                   | Bugetul de stat  | Finalizat                                                                                             |
| 3        | Ploiești – Comarnic       | 48,6         | start lucrări 2025                                                                  |                  | Incert                                                                                                |
| 4        | Comarnic – Brașov         | 58           | 17.10.2017 – 17.10.2019 (Râșnov – Cristian)                                         | Fonduri europene | Finalizat tronsonul Râșnov–Cristian (6,4 km); restul în curs de revizuire a studiului de fezabilitate |

| Lungime                      | 19,5 km      |
| Număr de benzi               | 6            |
| Număr poduri                 | 6 buc        |
| Lungime poduri               | 1.980 m      |
| Număr pasaje                 | 7 buc        |
| Lungime pasaje               | 714 m        |
| Noduri rutiere               | 3 buc        |
| Podețe                       | 16 buc       |
| Volum săpătură               | 380.000 m³   |
| Volum umplutură              | 2.010.000 m³ |
| Cantitate asfalt             | 210.000 tone |
| Volum beton poduri și pasaje | 110.000 m³   |

### Traseul și contractarea lucrării

#### Tronsonul București–Moara Vlăsiei

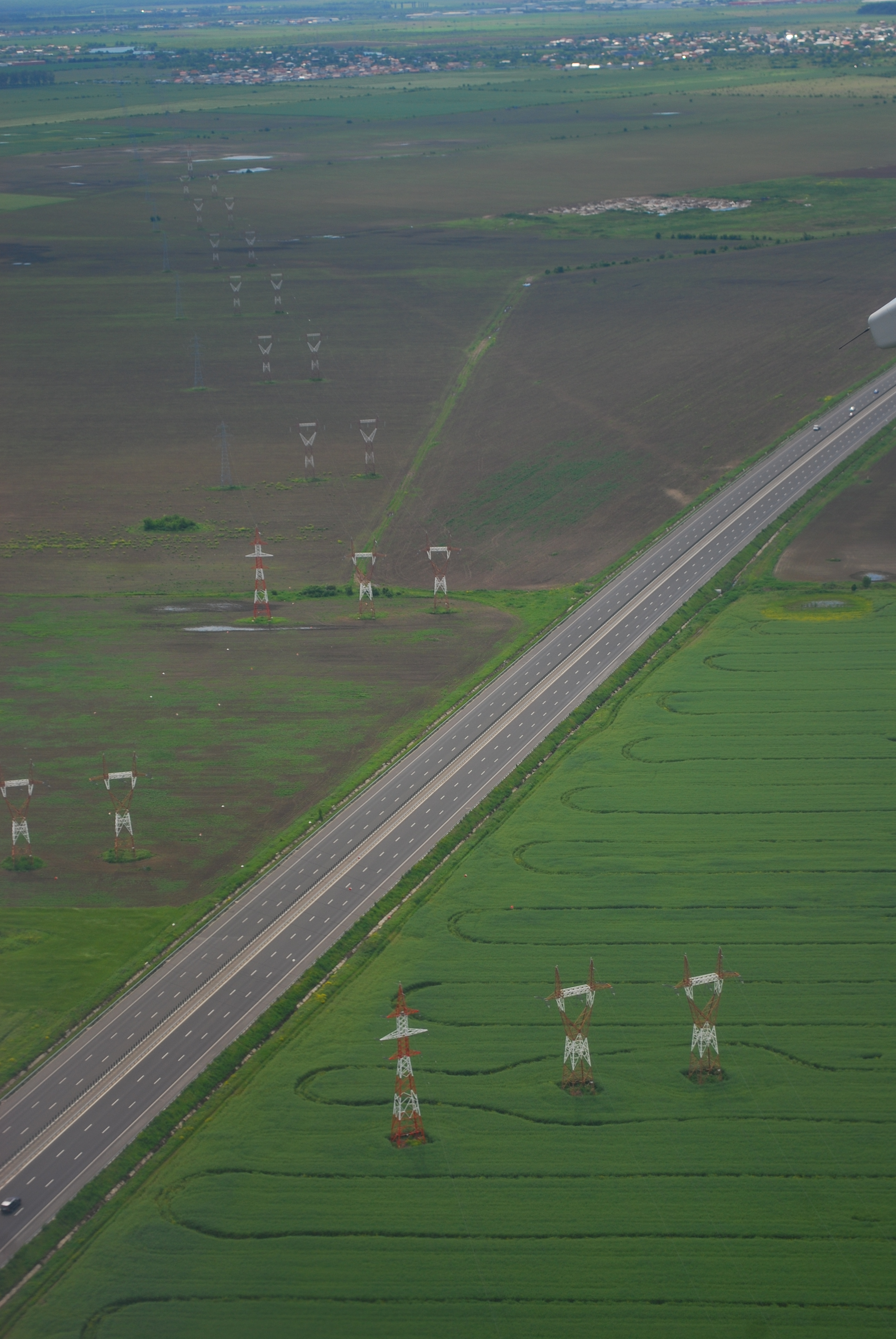
Autostrada A3 văzută din avion în preajma aeroportului Henri Coandă

Primul tronson al autostrăzii București–Brașov este o autostradă de degajare cu o lungime de 19,5 km și sase benzi de circulație. Traseul autostrăzii începe din sectorul 2, mai exact din strada Petricani, și continuă spre nord, pe pasajul Petricani peste calea ferată București–Constanța, la kilometrul 7 trece peste ocolitoarea existentă a Bucureștiului, iar după aproximativ 4,5 km se intersectează cu viitoarea autostradă de centură a capitalei printr-un nod rutier, continuând până la Moara Vlăsiei. Finanțarea construcției a fost asigurată de Guvernul României, valoarea proiectului ridicându-se într-o estimare inițială la 183,6 milioane euro. Execuția și proiectarea au fost câștigate, prin licitație, de asocierea Impresa Pizzarotti & C. S.p.A. și Tirrena Scavi S.p.A., iar termenul oficial de finalizare a lucrărilor a fost decembrie 2010.
În urma licitației organizate pe data de 21 februarie 2007 de către CNADNR, la care au participat 7 ofertanți, contractul a fost atribuit firmelor asociate Impresa Pizzarotti & C. S.p.A. și  Tirrena Scavi S.p.A. Finanțat în întregime de Guvernul României, valoarea lucrărilor propriu-zise din acest contract este de 152,8 milioane Euro. Valoarea exproprierilor, conform studiului de fezabilitate, se ridică la 27 milioane Euro. Ordinul de începere a lucrărilor a fost dat în data de 16 mai 2008, moment în care contractul a intrat în vigoare, iar pe 26 mai 2008 s-a comunicat începerea efectivă a lucrărilor. Durata lucrărilor de construcție era de 18 luni de la data ordinului de începere a lucrărilor și perioada de garanție era de 36 de luni.
| Lungime        | 42,5 km |
| Număr de benzi | 4       |
| Poduri         | 11 buc  |
| Pasaje         | 4 buc   |
| Noduri rutiere | 2 buc   |
| Podețe         | 48 buc  |

#### Tronsonul Moara Vlăsiei–Ploiești

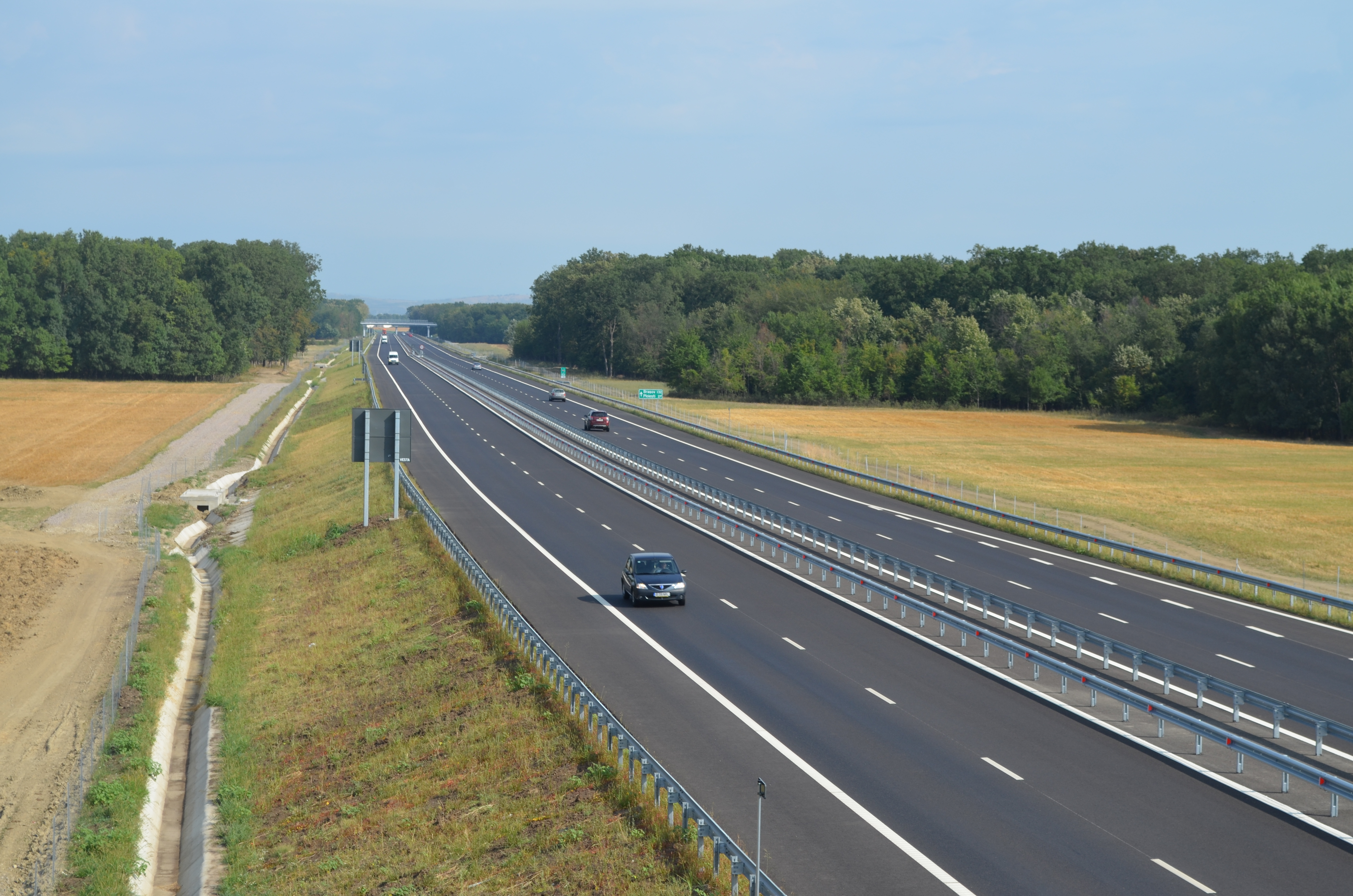
Autostrada București–Ploiești la km 49 (comuna Râfov, județul Prahova). Peisaj tipic pentru zona traversată: Câmpia Română, traversată de Ialomița, afluenții săi și câțiva afluenți ai Dâmboviței, și punctată, mai ales în văile râurilor, de păduri de foioase.

Este o autostradă de legătura în lungime de 42,5 km și patru benzi de circulație. De la Moara Vlăsiei, direcția generală fiind nord, ea traversează râul Ialomița și râul Prahova și continuă până la sud de Dumbrava (unde se va intersecta, printr-un nod rutier, cu viitoarea autostradă Ploiești–Focșani), punct din care avansează spre nord-vest, trecând peste DN1 la Bărcănești, la sud de Ploiești, și terminându-se în același drum alături de această localitate. Finanțarea este asigurată de Guvernul României, valoarea proiectului se ridică la 238 milioane Euro, execuția și proiectarea au fost câștigate, prin licitație, de consorțiul format din companiile UMB Spedition, PA&CO International, Euro Construct Trading '98  și COM-AXA, iar termenul oficial de finalizare a lucrărilor este iulie 2010. A fost primul tronson de autostradă din România construit, după 1989, de firme autohtone.
După deschidere, s-a constatat că este necesară existența unui alt nod rutier pe malul stâng al Ialomiței, care să deservească sud-estul județului Prahova și să ofere o legătură alternativă și către Buzău până la realizarea autostrăzii sau drumului expres către acea destinație. Astfel, Consiliul Județean Prahova a finanțat realizarea unui nou nod rutier la Gherghița în zona kilometrului 44, nod deschis în noiembrie 2015.

#### Tronsoanele Ploiești–Comarnic și Comarnic–Brașov
Tronsonul Ploiești–Brașov nu a fost încă început, el fiind permanent amânat. În 2009, ministrul transporturilor Radu Berceanu spera că ar putea fi finalizat până în 2014; la această dată, ministrul Ioan Rus avansa termenul de 2017.
Porțiunea Comarnic–Brașov urmează să aibă 58 km, din care 16 km de poduri și viaducte, 15 km de tuneluri și costurile estimate erau de 1,2 miliarde de euro.
Porțiunea dintre Comarnic și Brașov urma a fi construită de un consorțiu format din firmele Vinci Concession, Aktor Concession, Vinci Construction Grand Projets și Aktor, lucrările trebuind să înceapă din luna februarie 2010. Contractul cu consorțiul Vinci-Aktor prevedea concesionarea administrării acestei porțiuni pe 26 de ani. După câștigarea licitației, consorțiul a încercat să atragă fonduri pentru construire, dar nu a reușit și s-a văzut nevoit să renunțe la contract, la sfârșitul perioadei de trei luni în care putea renunța la contract fără penalizări. În 2012, noul guvern român al lui Victor Ponta a reluat procedurile, în urma negocierilor stabilindu-se realizarea tronsonului de aceleași firme VINCI și Aktor împreună cu Strabag, și creșterea costurilor de la 1,2 la 1,8 miliarde de euro, statul obligându-se să acopere diferențele de costuri dacă concesiunea nu se va dovedi suficient de profitabilă printr-o taxă de 7 lei pentru fiecare autovehicul ce va trece pe autostradă. Deși și-au asigurat contractul, ele au evitat însă semnarea lui, încercând să atragă finanțare din sistemul bancar. Astfel, în vara lui 2014 data finalizării, data semnării contractului și costurile lui finale nu erau cunoscute încă.
Eșecul acestei tentative a făcut Guvernul să se reorienteze către finanțarea prin Programe Operaționale derulate de Uniunea Europeană. În 2017 s-a obținut finanțarea autostrăzii prin fonduri europene, și a fost atribuit și contractul pentru porțiunea finală a tronsonului Comarnic–Brașov, care ocolește orașul Râșnov și comuna Cristian (6,3 km de autostradă și 3,7 km de drum de legătură cu două benzi pe sens). Contractul, câștigat la licitație de Alpenside (offshore cipriot, cu acționari necunoscuți) și Specialist Consulting SRL, s-a semnat la începutul lui octombrie 2017 și are ca termen de execuție de 2 ani, durată ce începe să curgă după ce beneficiarul (Compania de Drumuri) pune la dispoziție furnizorului amplasamentul și avizele și achită avansul. În cele din urmă, tronsonul dintre Râșnov și comuna Cristian a fost deschis pentru trafic pe data de 17 decembrie 2020.

### Cronologia construcției
Pe data de 15 septembrie 2006 consorțiul format din companiile UMB Spedition, PA&CO International, EuroConstruct Trading `98  și COM-AXA a câștigat licitația pentru Tronsonul Moara Vlăsiei–Ploiești cu oferta de 200 de milioane euro, la licitație mai participând alte 3 companii din Uniunea Europeană. Contractul a fost semnat pe data de 25 octombrie 2006, fază în care, în următorul an, constructorul își asuma plata garanției de 10% din valoarea lucrării, iar beneficiarul, finalizarea procedurii de expropriere și obținerea autorizației de construcție. Începerea lucrărilor a avut loc pe data 15 martie 2007 fără ordinul de începere a lucrărilor, din cauza neplății garanției în valoare de aproximativ 20 milioane de euro. Ordinul de începere a lucrărilor a fost emis de CNADNR pe data de 27 iunie 2007, termenul contractual de finalizare devenind astfel iunie 2010. În iunie 2009, Ministerul Transporturilor organizează o licitație de extindere la 3 benzi pe sens a porțiunii de 25 de km dintre Moara Vlăsiei și Dumbrava, licitație la care 7 companii și consorții își depun oferta, dar care este suspendată două luni mai târziu din motive tehnice și legislative, privind accesul companiei câștigătoare pe șantierul vechilor constructori și drepturile asupra proiectului tehnic.
În aprilie 2011 ministrul transporturilor Anca Boagiu a acuzat constructorii tronsonului de abandonarea lucrărilor, în timp ce aceștia cereau o nouă amânare și suplimentare a costurilor. Ministerul a trimis acestora notificări de reziliere a contractului. Ulterior, după o serie de negocieri între minister și companiile constructoare, s-a renunțat la reziliere, iar constructorii au acceptat să renunțe la majorarea cerută și să accepte termenul de 15 decembrie 2011 pentru finalizarea lucrării. Deși în luna decembrie 2011 se ajunsese la un stadiu aproape final, autostrada nu a putut fi deschisă la termenul asumat din cauza unui singur pod care nu fusese terminat, de aceea deschiderea ei a fost anunțată pentru primăvara lui 2012, data avansată pentru deschidere fiind 15 mai. La acea dată, însă, doar cei 30 km dinspre Ploiești erau terminați, dar nu puteau fi folosiți din lipsa unui nod care să-i lege de rețeaua de drumuri; lucrul la restul porțiunii era aproape de finalizare; ulterior, ministrul transporturilor Ovidiu Silaghi a anunțat o nouă amânare, de data aceasta până la 30 iunie. Nici această dată nu a fost însă respectată, reprezentanții ministerului invocând probleme de siguranța traficului; prima porțiune din această autostradă (de la centura Bucureștiului până la cea a Ploieștiului) a fost deschisă abia la 19 iulie.
Porțiunea livrată se termină însă în centura Bucureștiului, contractul cu firma Impresa Pizzarotti fiind încetinit de litigii pe marginea prețului pentru lucrările adiționale solicitate de Compania de Drumuri după semnarea contractului. În cele din urmă, în 2015 s-a făcut recepția pentru o porțiune de autostradă între centura Bucureștiului și strada Popasului din orașul Voluntari și a fost efectuată o nouă licitație. Spre sfârșitul anului, s-a semnat contractul pentru execuția ieșirii, în valoare de 130 de milioane de euro, cu asocierea Aktor-Euroconstruct. Suma este una mare deoarece drumul, cu 3 benzi pe sens, dar fără bandă de urgență, are multiple lucrări dificile, între care un nod cu strada Popasului și un pod peste calea ferată. Intrarea în oraș este gândită pentru a diviza traficul în multiple direcții, începând cu nodul cu strada Popasului (o bandă pe sens în două sensuri), apoi dintr-un sens giratoriu prin două drumuri de legătură, spre sud în strada Gherghiței (2 benzi pe sens) spre cartierul Colentina și, respectiv, spre vest în strada Petricani (2 benzi pe sens) și strada Fabrica de Glucoză (1 bandă pe sens). Lucrările au început în 2016, iar în vara lui 2017, când s-au emis și autorizațiile de construcție pe toate porțiunile, termenul estimat de finalizare era jumătatea anului 2018. Termenul a fost însă amânat, inclusiv contractual, deoarece Compania de Drumuri nu efectuase exproprierile pentru relocarea unor linii de înaltă tensiune, care au produs și un accident de muncă în timpul lucrărilor; acestea au fost reluate în ritm susținut abia în toamna lui 2018, după ce s-au relocat liniile electrice și s-au efectuat unele plăți contractuale. Astfel, a fost posibilă inaugurarea acestei ultime porțiuni din autostrada București–Ploiești în 14 decembrie 2018.

## Autostrada Brașov–Cluj–Borș (Transilvania)

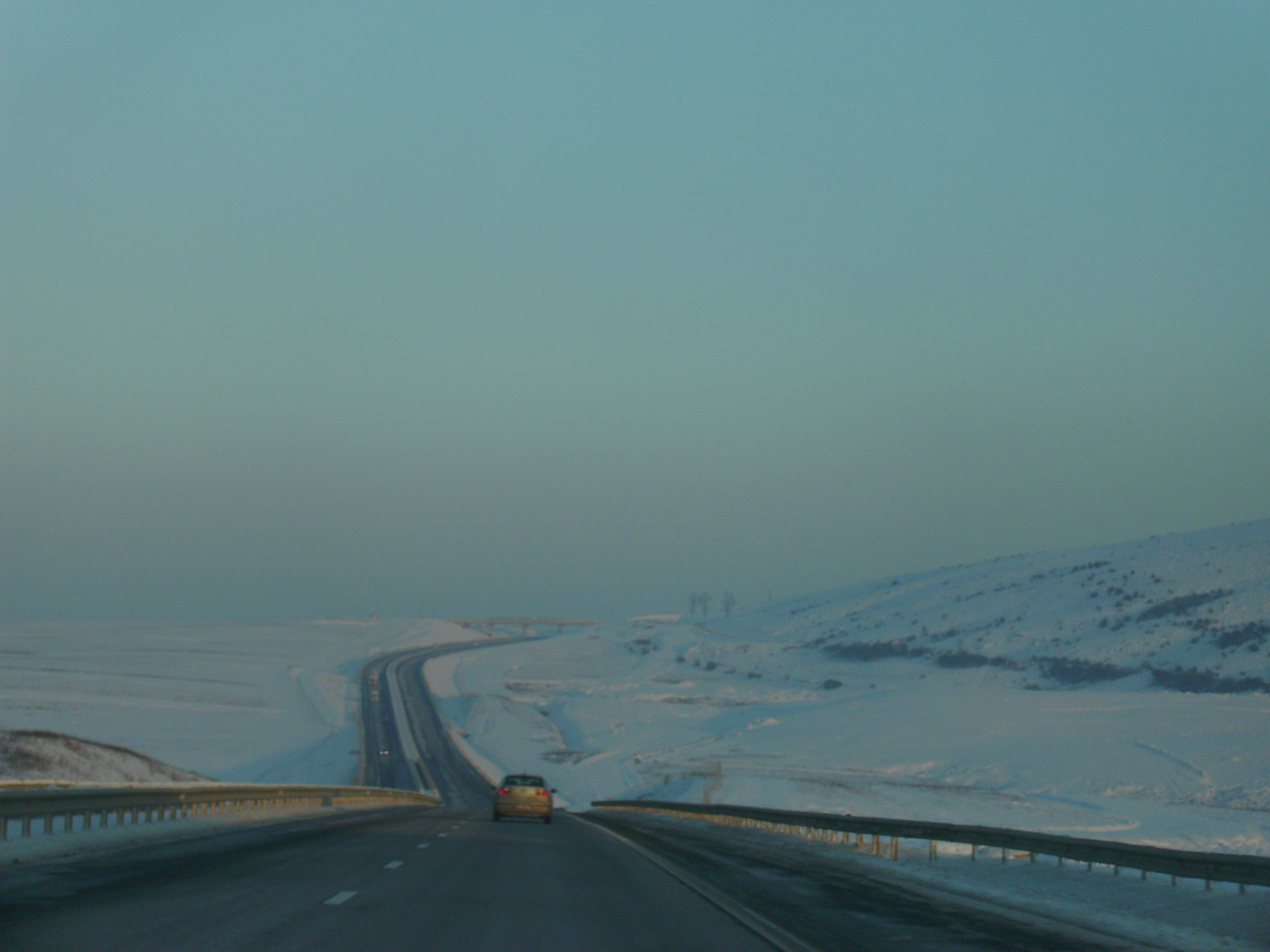
Autostrada A3, în apropiere de Cluj

Porțiunea Brașov–Cluj–Borș, cunoscută și sub numele de Autostrada Transilvania, urmează să aibă o lungime de 415 km și patru benzi de circulație.

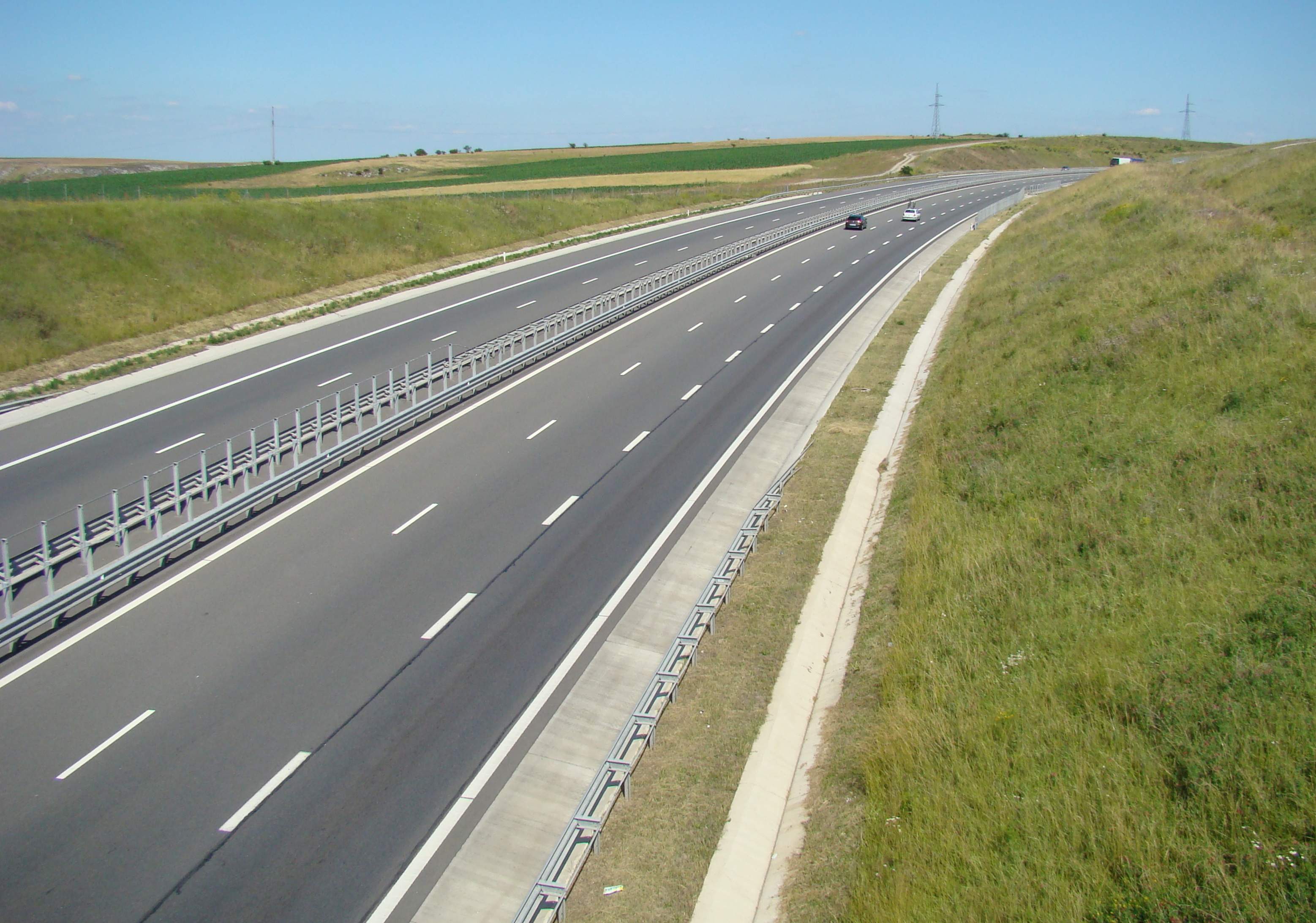
Autostrada A3, în apropiere de Turda

Ea va porni din centrul României, de la Brașov, va străbate Podișul Transilvaniei de sud-est la nord-vest, pe lângă Târgu Mureș, ajungând la Cluj Vest, după care își va continua drumul spre Ungaria, pe lângă Oradea, terminându-se în comuna Borș, în zona satului Santăul Mare și a satului maghiar Nagykereki, continuându-se în Ungaria cu autostrada M4 către Miskolc și Budapesta.
Beneficiarul și finanțatorul acestui proiect este Guvernul României, executantul și proiectantul este compania americană Bechtel International Inc. împreună cu partenerul său din regiune, compania Enka İnșaat ve Sanayi A.Ș. din Turcia.
Acest consorțiu a construit primul tronson al autostrăzii Tirana - Priștina (68 km, de la Rrshen la Kalimash, dat în folosință partial în iunie 2009), Autostrada Transilvania reprezentând cel de-al patrulea proiect derulat de către Bechtel și Enka Insaat ve Sanayi A.S..
Contractul cu Bechtel a fost semnat în anul 2004, pentru suma de 2,2 miliarde euro.
Ulterior însă, sumele au crescut, vehiculându-se o valoare cuprinsă undeva între cinci și șapte miliarde de euro (aproximare din decembrie 2009).
Din această porțiune, a fost dată în folosință doar secțiunea Câmpia Turzii–Gilău, însumând 51,8 km (aproximativ 10% din lungimea totală proiectată).
Odată cu finalizarea podului peste  Someșul Mic, au mai fost dați în circulație încă aproxomativ 5 kilometri, între Gilău și Nădășelu.
Pentru construcția autostrăzii Brașov-Cluj–Borș a existat o pauză de finanțare între anii 2010-2014. După intrarea UDMR la guvernare alături de PSD în anul 2014 și înțelegerea privind continuarea lucrărilor la Autostrada Transilvania, guvernul Victor Ponta (3) a alocat în ședința de guvern din 16 aprilie 2014 bani pentru finalizarea lucrărilor pe tronsonul Suplacu de Barcău-Borș.

### Secțiunile autostrăzii
Din rațiuni constructive, proiectul a fost împărțit în opt segmente, după cum urmează:
| Secțiune | Secțiune | Ruta                               | Lungime (km) | Lungime (km) | Perioada oficială                                                                                           | Construcție |
| -------- | -------- | ---------------------------------- | ------------ | ------------ | --- | --- |
| 1        | 1A       | Brașov (Cristian) – Făgăraș        | 40           | 151          | 28.11.2010 – 31.12.2013                                                                                     | Finalizat doar segmentul de 6,4 km dintre Cristian și Râșnov.                                                                   |
| 1        | 1B       | Făgăraș – Sighișoara               | 53           | 151          | 28.02.2010 – 31.12.2013                                                                                     | Incert |
| 1        | 1C       | Sighișoara – Târgu Mureș (Ogra)    | 58           | 151          | 29.11.2009 – 31.12.2013 (contract Bechtel) 01.06.2016 – 01.06.2017 (Ungheni – Ogra)                         | Finalizat de la Ungheni la Ogra; restul incert.                                                                                 |
| 2        | 2A       | Târgu Mureș (Ogra) – Câmpia Turzii | 37           | 89           | 29.11.2009 – 31.12.2010 (contract Bechtel) 4.05.2016 – 4.09.2017                                            | Finalizat |
| 2        | 2B       | Câmpia Turzii – Cluj Vest (Gilău)  | 52           | 89           | 28.05.2004 –13.11.2010 (contract Bechtel) 27.10.2017 –28.09.2018 (contract Tirrena Scavi – pod Someșul Mic) | Finalizat |
| 3        | 3A       | Cluj Vest (Gilău) – Mihăiești      | 24           | 164          | 01.03.2008 – 31.12.2010 (contract Bechtel) 07.04.2014 – 01.11.2017 (contract UMB, Gilău – Nădășelu)         | Finalizat (de la Gilău la Nădășelu), în lucru de la Nădășelu la Mihăiești)                                                      |
| 3        | 3B       | Mihăiești – Suplacu de Barcău      | 76           | 164          | 01.03.2008 – 31.12.2010 27.06.2020 – 27.06.2023 (contract UMB, Poarta Sălajului – Zimbor)                   | Parțial în curs de proiectare                                                                                                   |
| 3        | 3C       | Suplacu de Barcău – Borș           | 64           | 164          | 16.04.2019 – 16.11.2020 Biharia – Borș                                                                      | Biharia–Borș(5 km) finalizat și dat în folosință pe 04.09.2020; Biharia–Chiribiș, Chiribiș - Suplacu de Barcau semnat contract; |

### Dimensiuni
- Lungime totală: 404 km
- Lățime platformă: 26 m
- Parte carosabilă:  2 x 7,5 m

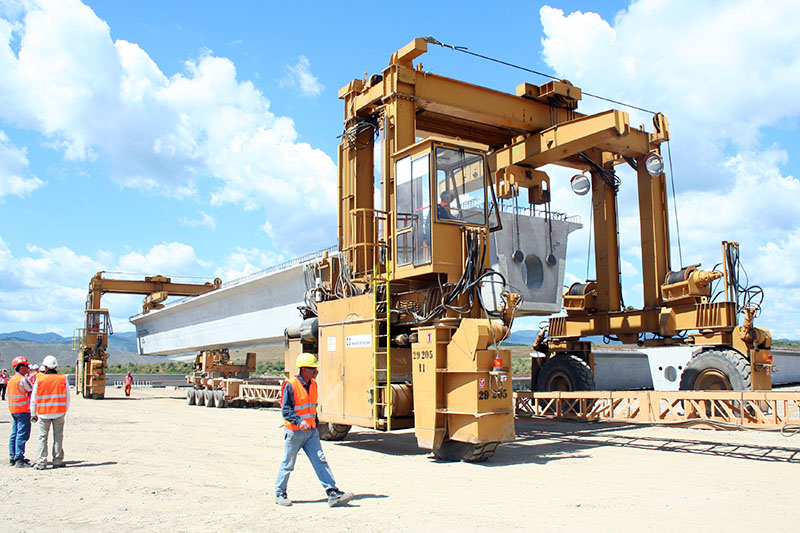
Încărcarea unei grinzi tip U pe trailer

- Poduri/viaducte pe autostradă: 267/peste 62 km
- Pasarele peste autostradă: 94
- Pasaje rutiere: 58
- Noduri rutiere: 16[54]
- Excavații: 93.000.000 m³
- Umplutură: 64.000.000 m³
- Fundație de balast și piatră spartă: 12.000.000 m³
- Conducte de drenaj: 500.000 lm
- Asfalt: 7.000.000 tone
- Piloți: 620.000 m
- Beton armat și prefabricat: 3.200.000 m³[55]

Grinzile pretensionate tip U, folosite la viaductele și pasajele autostrăzii, reprezintă o premieră pentru România. Acestea au o lungime de 37,1 m și o greutate de 165 tone, pentru producția unei singure grinzi fiind necesare 9.000 kg de fier, 60 m³ de beton și 3.400 kg de toroane. Cele mai importante structuri de pe tronsonul 2B au necesitat cel puțin 620 de astfel de grinzi. Grinzile sunt produse integral în campusurile de la Săvădisla și Câmpia Turzii, de unde sunt preluate de un trailer lung de 40 de metri și transportate la viaductul unde urmează să fie instalate.

### Execuția
Proiectul construirii autostrăzii Transilvania a început în 2004, în baza unui contract de 2,24 miliarde euro.
Lucrările au fost întrerupte la jumătatea anului 2005, când autoritățile au început reanalizarea contractului încheiat de guvernarea precedentă.
Ca urmare a sistării lucrărilor, termenul de finalizare a autostrăzii, stabilit inițial pentru anul 2012, a fost prelungit cu un an.
Cum în 2011 lucrările trenau în continuare, Ministerul Transporturilor a cerut renegocierea contractului. Bechtel a acceptat o reducere de costuri și a renunțat la tronsoanele la care încă nu începuse să lucreze. Proiectarea segmentelor Gilău–Nădășelu și Câmpia Turzii–Târgu Mureș a fost modificată pentru a reduce costurile. Toate segmentele cu excepția celui dintre Suplacu de Barcău și Borș urmează a fi reatribuite. Segmentul Brașov–Făgăraș a fost comasat cu Comarnic–Brașov și urma a fi atribuit prin concesiune în 2012, dar toate tentativele din acel an și din următoarele trei au eșuat. La începutul lui 2016, autoritățile încercau să demareze proiecte pentru capetele acestui tronson, precum și pentru realizarea unor șosele de centură pentru orașele Bușteni și Comarnic.

#### Etapa contractului cu Bechtel
Pe 18 noiembrie 2003, Guvernul României a emis “Ordonanța de Urgență numărul 120 din 18 noiembrie 2003 pentru aprobarea demarării de către Compania Națională de Autostrăzi și Drumuri Naționale din România S.A. a procedurii de negociere cu o singură sursă cu firma Bechtel Internațional Inc., în vederea încheierii contractului de proiectare, construire și finanțare a autostrăzii Brașov–Cluj–Borș”. O lună mai târziu, pe 19 decembrie 2003 s-a semnat “Contractul de construire a autostrăzii Brașov–Cluj–Borș”, acord între Compania Națională de Autostrăzi și Drumuri Naționale din România S.A., pe de o parte, și Bechtel Internațional Inc.,  pe de altă parte. Contractul poate fi descarcat de pe pagina web a Ministerului Transporturilor.
Aprobarea de către Parlamentul României a O.U.G. 120/18.11.2003 s-a făcut prin Legea numărul 32 din 5 martie 2004. Ceremonia oficială de inaugurare a lucrărilor pentru Autostrada Transilvania a avut loc în vecinătatea satului Vălișoara, comuna Săvădisla, județul Cluj, în data de 16 iunie 2004, în prezența premierului Adrian Năstase (PSD) și a lui Béla Markó (UDMR). În anul 2004 lucrările preponderente au fost cele de proiectare și organizare de șantier.
Din cauza unor nereguli contractuale semnalate de Uniunea Europeană, Banca Europeană de Reconstrucție și Dezvoltare, Fondul Monetar Internațional, dar și de societatea civilă, în perioada ianuarie-martie 2005 s-a realizat o analiză a clauzelor contractuale. Acestea au fost renegociate cu reprezentanții investitorului în perioada mai-decembrie 2005, perioadă care s-a încheiat cu un amendament la contract. Datorită negocierilor, anul 2005 nu a adus niciun progres în evoluția lucrărilor.

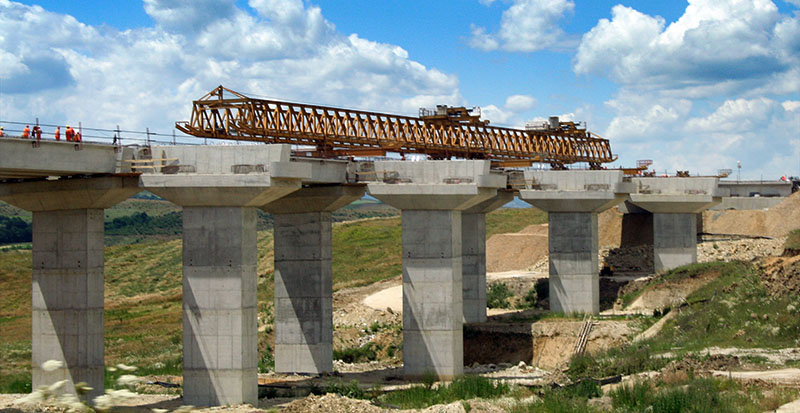
Lansatorul de grinzi pe viaductul de la km 27+700

În februarie 2006 s-a semnat “Acordul de Modificare al Contractului de Construire”, care, printre altele, prelungește termenul de finalizare din decembrie 2012 până în decembrie 2013. Lucrările s-au reluat în luna iunie 2006.
În martie 2007 s-a turnat prima placă de suprabetonare a structurii de pod de la km 34+167 din Secțiunea 2B. Conform constructorului, volumul lucrărilor realizate în primele patru luni ale anului 2007 a cunoscut o creștere de 75% față de planul de lucrări prevazut pentru această perioadă.

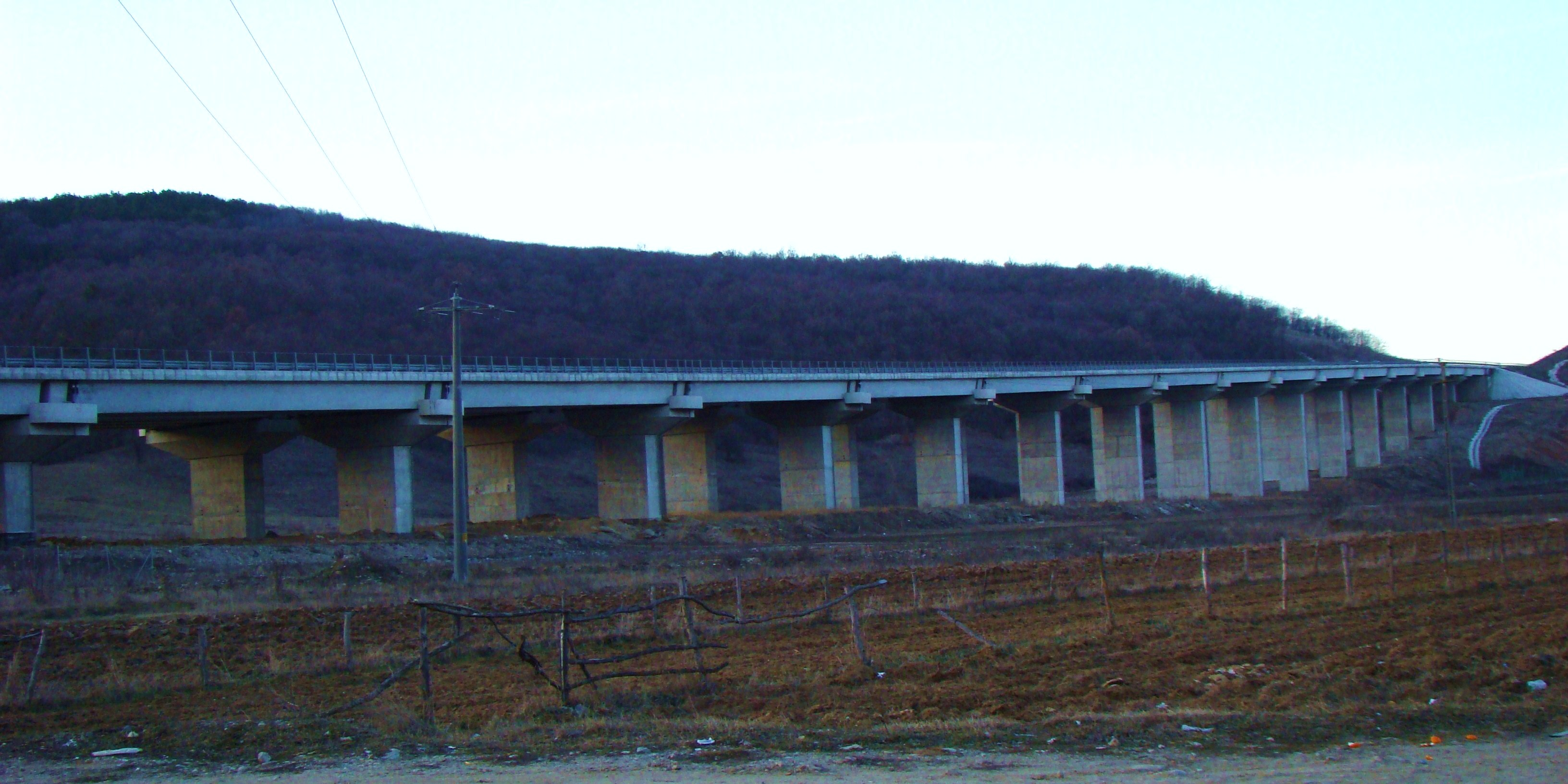
Viaductul de lângă Gilău

La nivelul lunii ianuarie 2008 stadiul valoric al lucrărilor pe secțiunea 2B era de 44,5 %, valoarea lucrărilor pentru această secțiune fiind de 434 milioane euro, iar pe 3C de 30,52 %, valoarea acestui tronson fiind estimată la 445 milioane euro. În luna mai 2008 s-a instalat prima grindă pretensionată tip U pe viaductul 29+709 din secțiunea 2B (video Arhivat în 2 octombrie 2013, la Wayback Machine.).
În luna august 2009 a fost finalizat cel mai mare viaduct de pe secțiunea 2B, având o lungime de aproape 1 km (960 m) și o înălțime de 23 m, pentru construcția căruia au fost necesare 192 de grinzi de tip U. La 1 decembrie 2009 s-au inaugurat primii 42 de kilometri de autostradă, ce leagă Turda de Gilău (situat pe DN1/E60, la ieșirea Cluj Vest), această porțiune având și rolul de centură ocolitoare a municipiului Cluj.
Ritmul de desfășurare a lucrărilor a fost însă foarte lent, în raport cu termenii negociați și cu prețul lucrării. În total, în cei zece ani, Bechtel a reușit să livreze 52 de kilometri din cei contractați, iar un alt tronson a fost adus la stadiul fizic 52,15%.
La sfârșitul anului 2009 datoriile înregistrate de către Compania Națională de Autostrăzi și Drumuri Naționale (CNADNR) față de constructorul american s-au ridicat la 903 milioane lei, întrucât contractul era conceput astfel încât constructorul să poată emite facturi indiferent de stadiul fizic al lucrărilor. În final, statul român a plătit circa 50% din sumă în schimbul livrării a 10% din lungimea autostrăzii.
Până la finele lunii aprilie 2009, ministerul de resort a plătit Bechtel 607,6 milioane de lei ca parte a datoriilor.
La 13 noiembrie 2010 constructorul autostrăzii a finalizat ultimii 10 kilometri din tronsonul Câmpia Turzii-Gilău, având în lucru sectorul Suplacu de Barcău–Borș (gradul de finalizare este de 36,59%), în lungime de 64 de kilometri.

#### Etapa construcției pe tronsoane
În data de 30 mai 2013, a fost reziliat și contractul cu firma americană Bechtel pentru tronsonul de autostradă Suplacu de Barcău–Borș, iar gradul de finalizare era atunci de 50,12%. Finanțarea însă a fost rezolvată prin obținerea încadrării autostrăzii în rețelele europene de transport și acceptul finanțării europene. S-a trecut apoi la reatribuirea lucrărilor. În aceeași perioadă, s-a elaborat și Master planul de transport, un document al cărui scop era să specifice prioritățile României în materie de dezvoltare a infrastructurii. În cadrul acestui document, a primit prioritate legătura între Borș/Oradea și Târgu Mureș, conexiunea de la Târgu Mureș la Făgăraș fiind retrogradată la nivel de drum Trans Regio.

##### Secțiunea 2: Târgu Mureș-Cluj Vest

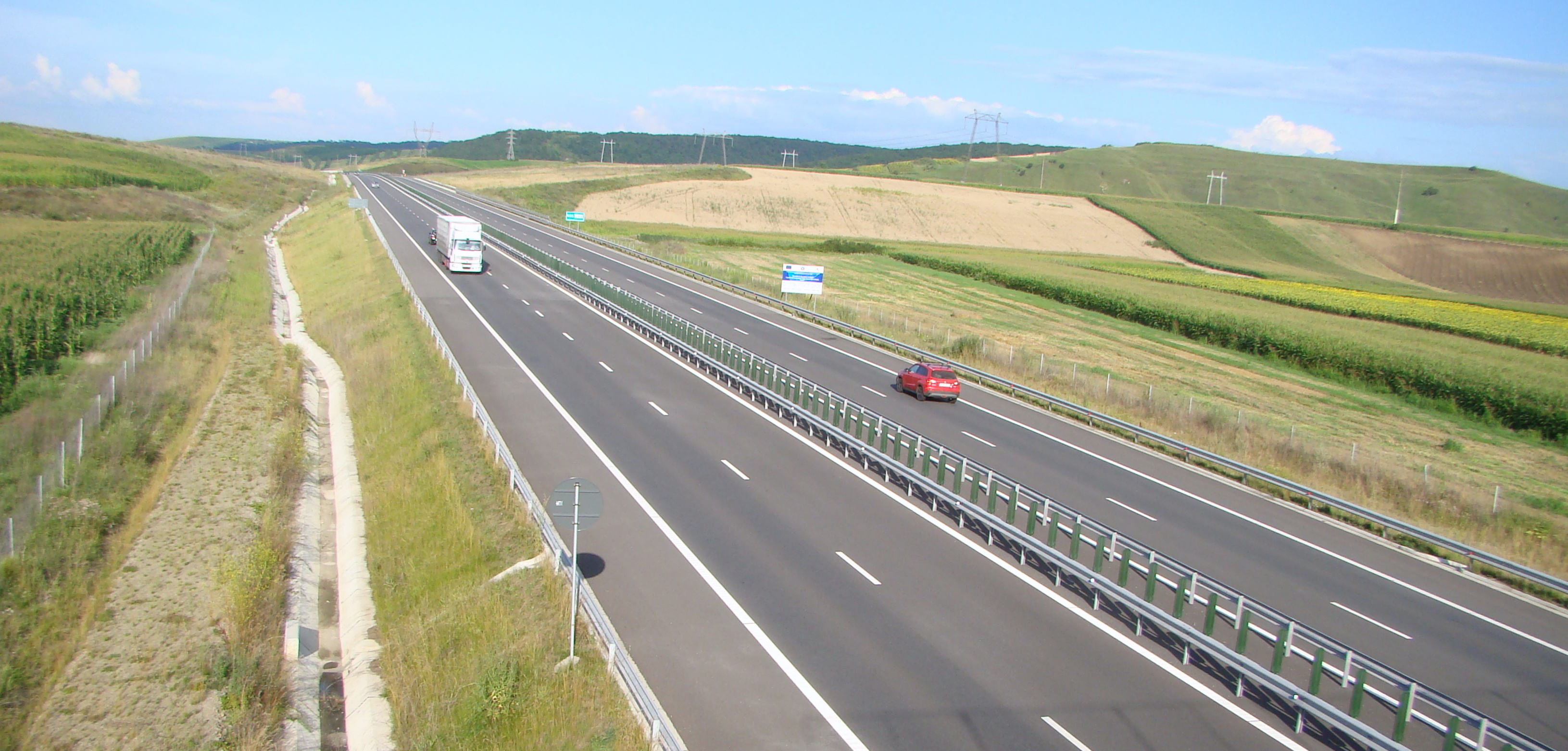
A3 la Ogra

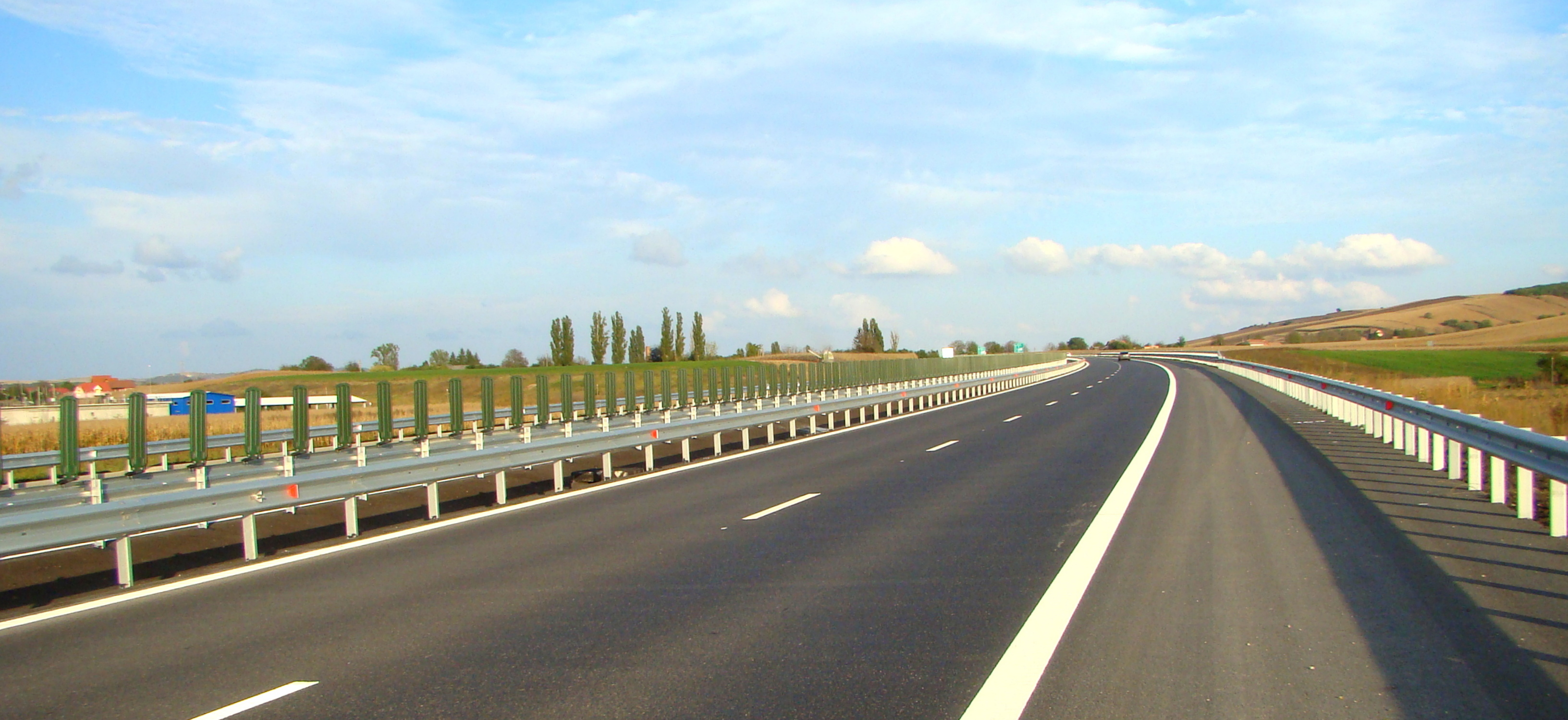
Tronsonul dintre Chețani și Iernut

##### Secțiunea 3, Cluj Vest–Borș
| Tronson                    | Lungime  | Antreprenor          | Fază     | Statut      |
| -------------------------- | -------- | -------------------- | -------- | ----------- |
| Borș–Biharia               | 5,35 km  | Trameco              | Execuție | finalizat   |
| Biharia–Chiribiș           | 28,55 km | Precon / Citadina 98 | Execuție | semnat      |
| Chiribiș–Suplacu de Barcău | 26,35 km | Erbașu               | Execuție | semnat      |
| Suplacu de Barcău–Nușfalău | 13,55 km | Nurol⁠(d)             | Execuție | finalizat   |
| Nușfalău–Poarta Sălajului  | 31 km    |                      | Proiect  | în licitare |
| Poarta Sălajului–Zimbor    | 12,24 km | UMB Spedition        | Execuție | în lucru    |
| Zimbor–Mihăiești           | 13,26 km | UMB Spedition        | Execuție | în lucru    |
| Nădășelu–Mihăiești         | 16,85 km | UMB Spedition        | Execuție | în lucru    |
| Gilău–Nădășelu             | 8,7 km   | UMB Spedition        | Execuție | finalizat   |

Porțiunea Suplacu de Barcău–Borș urmează să se conecteze cu autostrada M4 din Ungaria. Ea a fost atribuită în aprilie 2015 unui consorțiu în frunte cu firma Corsan Corviam Construccion Spania. Neînțelegerile dintre Corsan și unul dintre partenerii din consorțiu au făcut însă ca lucrările să nu fie reluate, iar contractul să fie reziliat în noiembrie 2016. Tronsonul a fost împărțit din nou în loturi și, deoarece proiectul autostrăzii maghiare M4 înainta nestingherit în birocrație, primul lot a fost unul de mai puțin de 6 kilometri, de la frontieră până la șoseaua națională DN19. Acesta a fost câștigat de grupul de firme Selina, în asociere cu Vahostav SK din Slovacia, iar lucrările au început în aprilie 2019, fiind finalizate în anul următor odată cu porțiunea de la frontieră de partea maghiară.
După contestații, secțiunea Biharia–Chiribiș a fost contractată în iulie 2020 cu același constructor, grupul Selina prin Trameco și Vahostav, licitația pentru tronsonul Chiribiș - Suplacu de Barcău a fost anulată în ianuarie 2020.
Pe tronsonul Mihăiești–Suplacu de Barcău, în zona munților Meseș, lânga orașul Zalău, proiectul a fost modificat pentru a înlocui soluția unui debleu adânc cu cea a unui tunel de 2,4 km lungime. În 2016, studiul de fezabilitate era în curs de reactualizare, iar licitarea întregului tronson aștepta rezultatele acestuia.
Tronsonul Nădășelu–Mihăiești a fost contractat în 2016 cu un consorțiu condus de firma italiană Maltauro. Proiectarea a întâmpinat dificultăți, întrucât studiul de fezabilitate inițial a fost realizat fără studii pe teren, pe baza unor hărți prea vechi, în care nu figura un cartier apărut după întocmirea lor. Abia în primăvara anului următor constructorul a obținut certificatul de urbanism, dar, deoarece nici la trei luni după înlăturarea acestui obstacol, Maltauro nu începuse lucrările, Compania de Drumuri a reziliat contractul.
Pentru porțiunea Gilău–Nădășelu, care conectează DN1 cu DN1F la vest de Cluj, constructorul desemnat este consorțiul între UMB Spedition și Tehnostrade, iar lucrările au început în august 2014. În 2017, lucrările erau aproape finalizate, dar nu puteau fi livrate, deoarece viaductul peste râul Someșul Mic, de la Gilău (parte a tronsonului Câmpia Turzii–Gilău) nu era încă nici măcar contractat. Lucrările la viaduct au fost contractate abia pentru anul următor și realizate de compania Tirrena Scavi, și întreg tronsonul a putut fi deschis la sfârșitul lui septembrie 2018.

##### Secțiunea 2: Târgu Mureș–Cluj Vest
| Tronson                                 | Lungime  | Antreprenor            | Fază     | Statut    |
| --------------------------------------- | -------- | ---------------------- | -------- | --------- |
| Câmpia Turzii–Chețani                   | 15,69 km | Strabag-Wilhelm Geiger | Execuție | finalizat |
| Chețani–Iernut                          | 17,9 km  | Astaldi–Max Boegl      | Execuție | finalizat |
| Iernut–Ogra                             | 3,6 km   | Wilhelm Geiger         | Execuție | finalizat |
| Ogra–Ungheni                            | 10,1 km  | Strabag–Straco         | Execuție | finalizat |
| Ungheni–Târgu Mureș și drum de legătură | 4,5 km   | Strabag                | Execuție | finalizat |

Porțiunea Câmpia Turzii–Târgu Mureș, care urmează să se conecteze cu autostrada A8 către Iași, cuprinde toate tronsoanele porțiunii Câmpia Turzii–Ogra, plus tronsonul Ogra–Ungheni care în proiectul anterior era asociat porțiunii Ogra–Sighișoara, la care s-a adăugat porțiunea Ungheni–Târgu Mureș, alături de un drum de legătură cu orașul. Ea a fost împărțită în mai multe loturi, iar atribuirea ei s-a făcut imediat la începutul lui 2014. Cu toate acestea, lucrările au fost întârziate din diverse motive. Astfel, câteva luni de întârziere au apărut deoarece CNADNR nu efectuase exproprierile, deși majoritatea loturilor fuseseră atribuite rapid, neexistând contestații la licitații. Singura licitație contestată a fost pe lotul Iernut–Chețani, contractată în cele din urmă cu un consorțiu condus de Astaldi și Max Boegl, deși inițial fusese declarată câștigătoare asocierea Strabag-Straco. În rest, pe lotul Ogra–Iernut lucrează firma Wilhelm Geiger, pe lotul Câmpia Turzii–Chețani lucrează un consorțiu condus de Straco, iar pe Ogra–Ungheni lucrează Strabag și Straco. Contractul pentru tronsonul Ungheni–Târgu Mureș și drumul de legătură, inițial atribuit asocierii Lemacons, Vega '93 și Arcada, a fost reziliat la cererea constructorilor, iar licitația a fost reluată în toamna lui 2016, pentru a fi atribuit, după numeroase contestații, companiei Strabag abia la sfârșitul lui mai 2020.

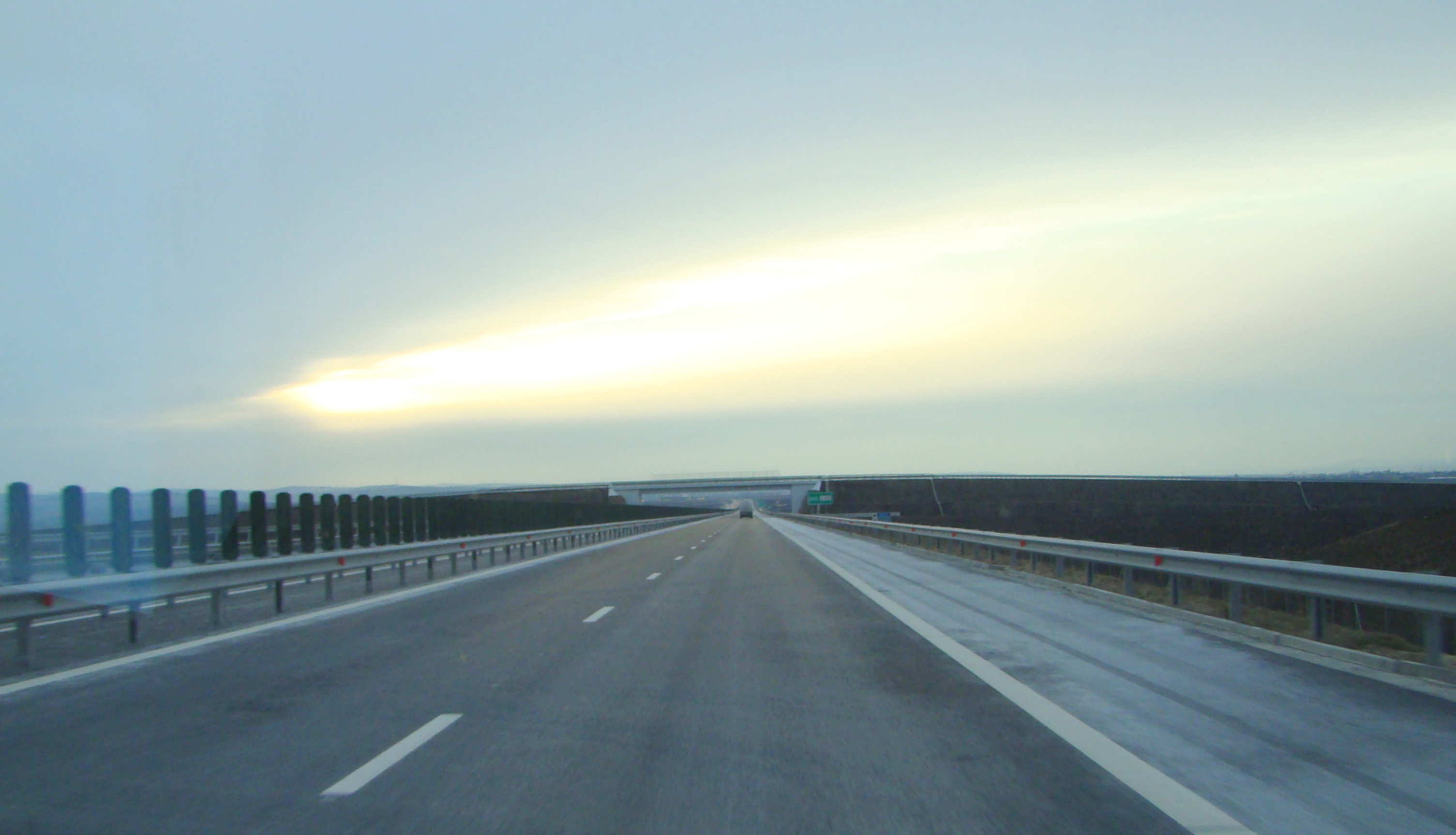
Tronsonul dintre Iernut și Ungheni

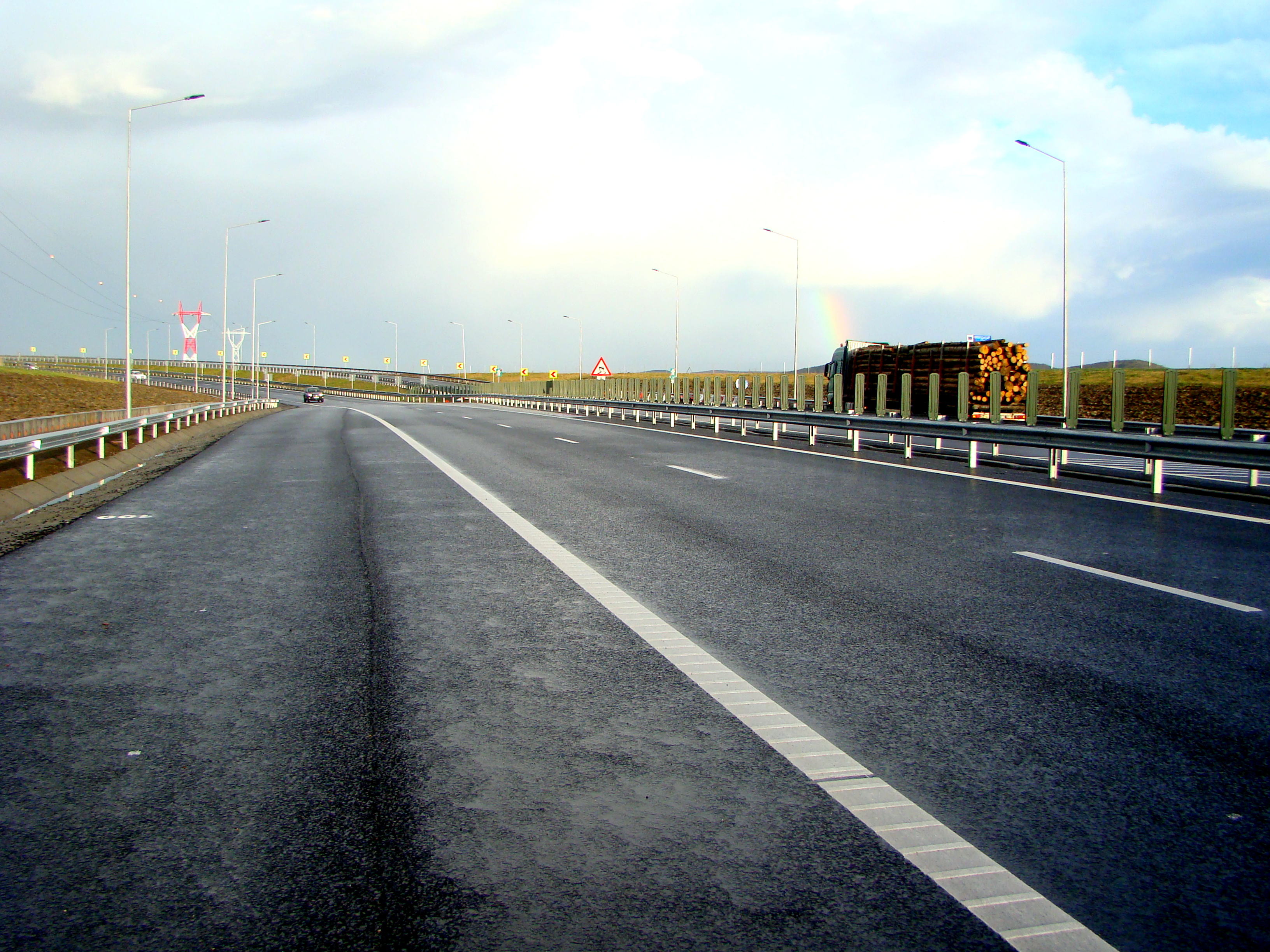
Tronsonul dintre Târgu Mureș și Ungheni

Primul segment deschis circulației pe această secțiune a fost cel între Iernut și Ungheni, la 12 decembrie 2018, după ce loturile Geiger și Strabag au fost finalizate în ultima parte a acelui an. Problema principală a fost aceea că nodul Iernut se află pe lotul Astaldi (Iernut–Chețani) și la acea dată nu erau aproape de finalizare nici măcar bretelele dinspre Târgu Mureș ale acelui nod. Soluția adoptată pentru a permite deschiderea a constat în realizarea unui sens giratoriu temporar pe aliniamentul autostrăzii, la intersecția cu vechiul traseu al șoselei DN14A, deși acolo acest drum are chiar lângă acel sens giratoriu o trecere la nivel cu calea ferată, unde CFR încă mai încerca la acea dată să operaționalizeze o barieră cu timp mic de așteptare. În cele din urmă, lotul Chețani–Iernut a fost finalizat și dat în folosință în  septembrie 2020.

## Listă ieșiri
| Ieșiri și construcții (Nord)       |        |                                  |        |                |
| București – Ploiești (62 km)       |        |                                  |        |                |
| Motorway                           | km 6   | Strada Gherghiței, București     |        | deschis 2018   |
| Exit                               | km 9   | Strada Popasului, Voluntari      |        | deschis 2018   |
| Exit                               | km 13  | Centură București                | CB     | deschis 2012   |
| Service area                       | km 16  | Parcare                          |        | deschis 2019   |
| Interchange                        | km 22  | Autostrada A0                    |        | deschis 2023   |
| Exit                               | km 25  | Moara Vlăsiei                    | DJ101  | deschis 2019   |
| Service area                       | km 26  | Parcare                          |        | doar sud       |
| Exit                               | km 30  | Snagov/Ghermănești               | DC184  | deschis 2012   |
| Service area                       | km 34  | Parcare                          |        | în construcție |
| Bridge                             | km 38  | Râul Ialomița                    |        | deschis 2012   |
| Service area                       | km 41  | Parcare                          |        | în construcție |
| Ieșire                             | km 44  | Gherghița                        |        | deschis 2015   |
| Bridge                             | km 47  | Râul Prahova                     |        | deschis 2012   |
| Service area                       | km 49  | Parcare                          |        | în construcție |
| Service area                       | km 56  | Parcare                          |        | în construcție |
| Service area                       | km 63  | Parcare                          |        | în construcție |
| Exit                               | km 68  | Ploiești Sud                     | DN1    | deschis 2012   |
| Râșnov–Cristian (6 km)             |        |                                  |        |                |
| Autostradă                         | km 0   | Râșnov                           | DN73   | deschis 2020   |
| Ieșire                             | km 6   | Cristian                         | DN73   | deschis 2020   |
| Târgu Mureș–Nădășelu (101 km)      |        |                                  |        |                |
| Autostradă                         | km 0   | Târgu Mureș                      | DN15   | deschis 2021   |
| Ieșire                             | km 2   | Acățari                          | DJ151D | deschis 2021   |
| Ieșire                             | km 4   | Ungheni, Aeroportul Transilvania | DN15   | deschis 2018   |
| Spațiu de servicii                 | km 7   | Parcare                          |        | deschis 2018   |
| Ieșire                             | km 18  | Iernut                           | DN14A  | deschis 2018   |
| Spațiu de servicii                 | km 33  | Parcare                          |        | deschis 2020   |
| Ieșire                             | km 36  | Chețani                          | DN15   | deschis 2020   |
| Motorway                           | km 41  | Câmpia Turzii                    | DN15   | deschis 2010   |
| Exit                               | km 50  | Turda / Aiud                     | DN1    | deschis 2009   |
| Interchange                        | km 50  | Alba Iulia, Sebeș                | A10    | deschis 2018   |
| Service area                       | km 55  | Parcare                          |        | în construcție |
| Bridge                             | km 57  | Râul Arieș                       |        | deschis 2009   |
| Exit                               | km 57  | Ieșire în U                      |        | doar nord      |
| Exit                               | km 44  | Ieșire în U                      |        | doar sud       |
| Service area                       | km 46  | Parcare                          |        | în construcție |
| Exit                               | km 60  | Cluj Vest / Gilău                | DN1    | deschis 2009   |
| Bridge                             | km 83  | Râul Someșul Mic                 |        | deschis 2018   |
| Ieșire                             | km 101 | Zalău / Gârbău                   | DN1F   | deschis 2018   |
| Nușfălău–Suplacu de Barcău (13 km) |        |                                  |        |                |
| Motorway                           | km 0   | Nușfălău                         | DN1H   | deschis 2023   |
| Service area                       | km 2   | Parcare                          |        | deschis 2023   |
| Exit                               | km 3   | Ieșire în U                      |        | doar nord      |
| Exit                               | km 13  | Suplacu de Barcău                | DN19B  | deschis 2023   |
| Oradea–Borș (5 km)                 |        |                                  |        |                |
| Autostradă                         | km 0   | Oradea Nord, Biharia             | DN19   | deschis 2020   |
| Joncțiune                          | km 2   | Oradea Vest / Arad               |        | deschis 2024   |
| Spațiu de servicii                 | km 4   | Parcare                          |        | deschis 2020   |
| Vamă                               | km 5   | Borș II (RO) – Nagykereki (HU)   |        | deschis 2020   |